# Mimasyngenes lineatipennis
Mimasyngenes lineatipennis är en skalbaggsart som beskrevs av Stefan von Breuning 1950. Mimasyngenes lineatipennis ingår i släktet Mimasyngenes och familjen långhorningar. Inga underarter finns listade i Catalogue of Life.